# Spodnja Bačkova
Spodnja Bačkova – miejscowość w Słowenii w gminie Benedikt.